# Valeria de Paiva
Valeria Correa Vaz de Paiva est une mathématicienne, logicienne et informaticienne brésilienne. Ses travaux de recherche comprennent des approches logiques du calcul, en particulier en utilisant la théorie des catégories, la représentation des connaissances, la sémantique du langage naturel, et la programmation fonctionnelle avec un accent sur les fondements et la théorie des types,.

## Formation
De Paiva a obtenu un baccalauréat en mathématiques en 1982,  une maîtrise en 1984 (en algèbre pure) et a terminé un doctorat à l'université de Cambridge en 1988, sous la direction de Martin Hyland,. Sa thèse a introduit les « espaces dialectica », une manière catégorique de construire des modèles de logique linéaire.

## Carrière et recherche
De Paiva  a travaillé pendant neuf ans au Palo Alto Research Center à Palo Alto, puis chez Rearden Commerce et chez Cuil avant de rejoindre l'entreprise Nuance Communications. De mars 2019 à janvier 2020 elle est Principal Research Scientist chez Samsung Research America.
Elle est enseignant-chercheur honoraire en informatique à l'université de Birmingham. Elle siège, pour la période allant de 2020 à 2023,  au Conseil de la Division of Logic, Methodology and Philosophy of Science and Technology (DLMPST) de l'International Union of History and Philosophy of Science.

### Publications (sélection)
- Valeria de Paiva et Harley Eades III, « Multiple conclusion linear logic: cut elimination and more », Journal of Logic and Computation, vol. 30, no 1,‎ 2020, p. 157–174 (DOI 10.1093/logcom/exaa006).
- Valeria de Paiva et Eike Ritter, « Fibrational Modal Type Theory », Electronic Notes in Theoretical Computer Science, vol. 323,‎ 2016, p. 143–161 (DOI 10.1016/j.entcs.2016.06.010).
- Valeria de Paiva, « The Dialectica categories », Categories in computer science and logic, Proc. AMS-IMS-SIAM Jt. Summer Res. Conf., Boulder/Colo. 1987,, Contemporary Mathematics, vol. 92,‎ 1989, p. 47-62 (zbMATH 0675.03039, présentation en ligne).